# Traité de Fort Bridger (1868)
Le traité de Fort Bridger de 1868 est un traité signé le 3 juillet 1868 au fort Bridger dans le territoire de l'Utah (actuel Wyoming) entre les États-Unis et des représentants des Shoshones de l'Est et des Bannocks.
Il établit la réserve indienne de Wind River au Wyoming pour les Shoshones et assure la création d'une autre pour les Bannocks en Idaho.
Les principaux signataires furent Washakie pour les Shoshones, Taghee pour les Bannocks et le général Christopher C. Augur pour les États-Unis au nom de la commission de paix indienne créée en 1867.